# Pháo đài Saint Elizabeth
Pháo đài Thánh Elizabeth (Ukr. Фортеця Святої Єлисавети) nó là một pháo đài bằng đất ở thành phố Kropyvnytskyi ở miền trung Ukraine. Tòa nhà này độc đáo ở chỗ không có quá mười pháo đài kiểu này ở châu Âu.

## Lịch sử
Sau khi hàng nghìn người Serbia từ Đế quốc Áo tái định cư đến vùng đất Ukraine, pháo đài được xây dựng để bảo vệ những vùng đất này khỏi các cuộc tấn công thường xuyên của người Tatar và người Thổ Nhĩ Kỳ. Hoàng hậu Nga Yelizaveta đã ký sắc lệnh này vào ngày 4 tháng 1 năm 1752. Một trung đoàn người Cossacks Ukraine (1.390 người) đã đến xây dựng pháo đài và họ hoàn thành công việc chính trong 4 tháng: từ tháng 6 đến tháng 10 năm 1754. 72 người Ukraina chết trong quá trình xây dựng .
Pháo đài chỉ tham gia chiến sự một lần. Điều này xảy ra trong cuộc chiến tranh Nga-Thổ Nhĩ Kỳ (1768–1774), trận chiến đầu tiên bắt đầu bằng cuộc tấn công của Hãn Krym vào Ukraine năm 1769. Vào ngày 4 tháng 1, quân đội Thổ Nhĩ Kỳ-Tatar gồm 70.000 người dưới sự chỉ huy của ông đã vượt biên giới và đổ bộ gần pháo đài vào ngày 7 tháng 1, nơi Tướng Isakov đang ẩn náu cùng với quân đồn trú và cư dân địa phương. Người Tatars ở Crimea đã cướp bóc các ngôi làng xung quanh và bắt người dân địa phương làm nô lệ, nhưng quân phòng thủ đã đẩy lùi thành công cuộc tấn công và đánh bại quân xâm lược. Đây là cuộc tấn công cuối cùng của Crimean Tatars vào Ukraine .
Sau chiến thắng trước Đế chế Ottoman năm 1774, pháo đài cuối cùng đã mất đi ý nghĩa phòng thủ và sau khi Nga tiêu diệt người Cossacks Ukraine vào năm 1775, kho lưu trữ của họ (30.000 tài liệu từ thế kỷ XVI-XVIII) đã được lưu trữ tại đây, đã được chuyển giao tới Kiev vào năm 1918. Năm 1787-1788, Hryhoriy Potemkin thành lập một trong những cơ sở giáo dục y tế đầu tiên của Ukraine tại pháo đài, ngày nay nó được gọi là "Trường Y Mukhin" .
Bắt đầu từ năm 1784, pháo đài dần dần bị giải giáp trong vài năm. Năm 1794, 162 khẩu súng hỏa mai vẫn được cất giữ ở đây, phục vụ 277 tay súng. Việc hủy bỏ hoàn toàn tình trạng của pháo đài diễn ra vào ngày 15 tháng 3 năm 1805. Hình dạng của pháo đài đã trở thành biểu tượng của thành phố.
Năm 1950, "Pantheon of Eternal Glory" được xây dựng trên lãnh thổ của pháo đài - một khu phức hợp tưởng niệm dành riêng cho các anh hùng trong Thế chiến thứ hai, nơi chôn cất khoảng 50 nghìn binh sĩ, đảng phái và nạn nhân của chủ nghĩa Quốc xã .

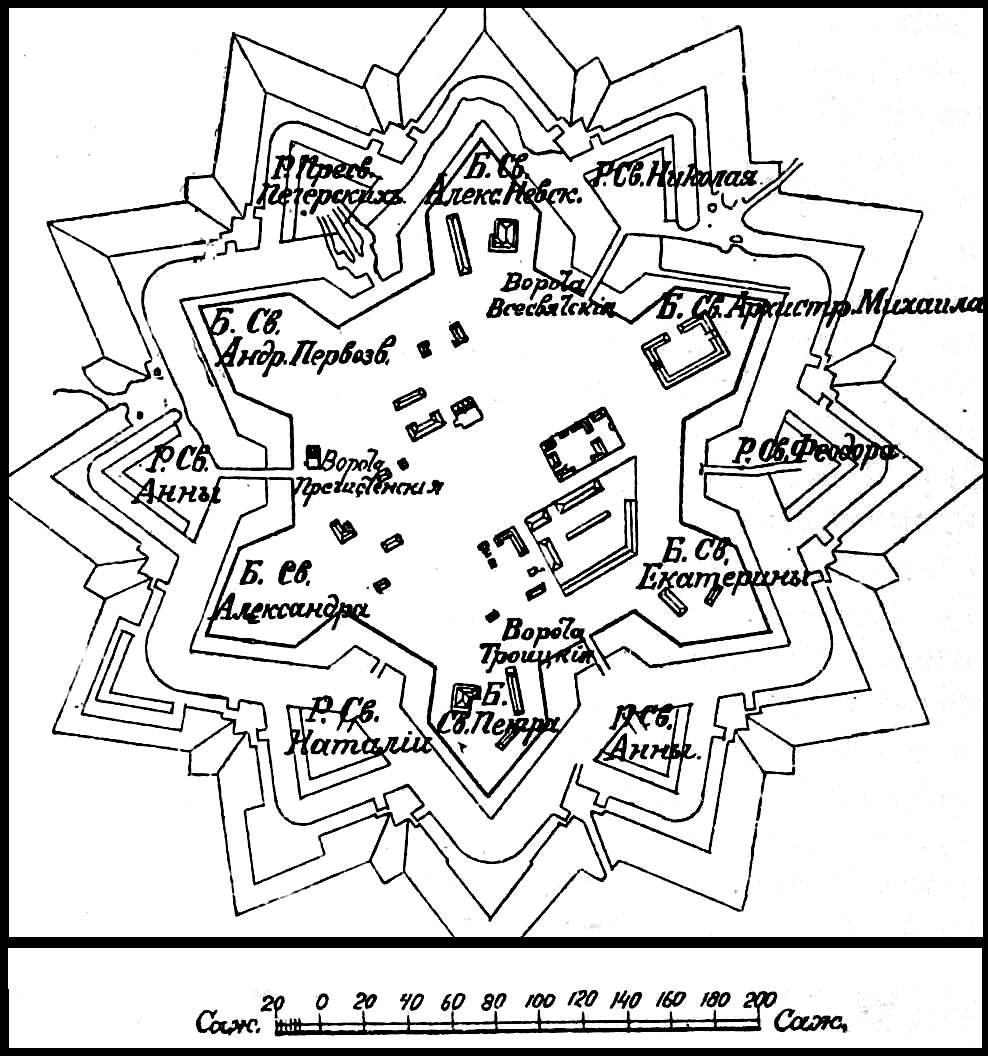
kế hoạch thi công
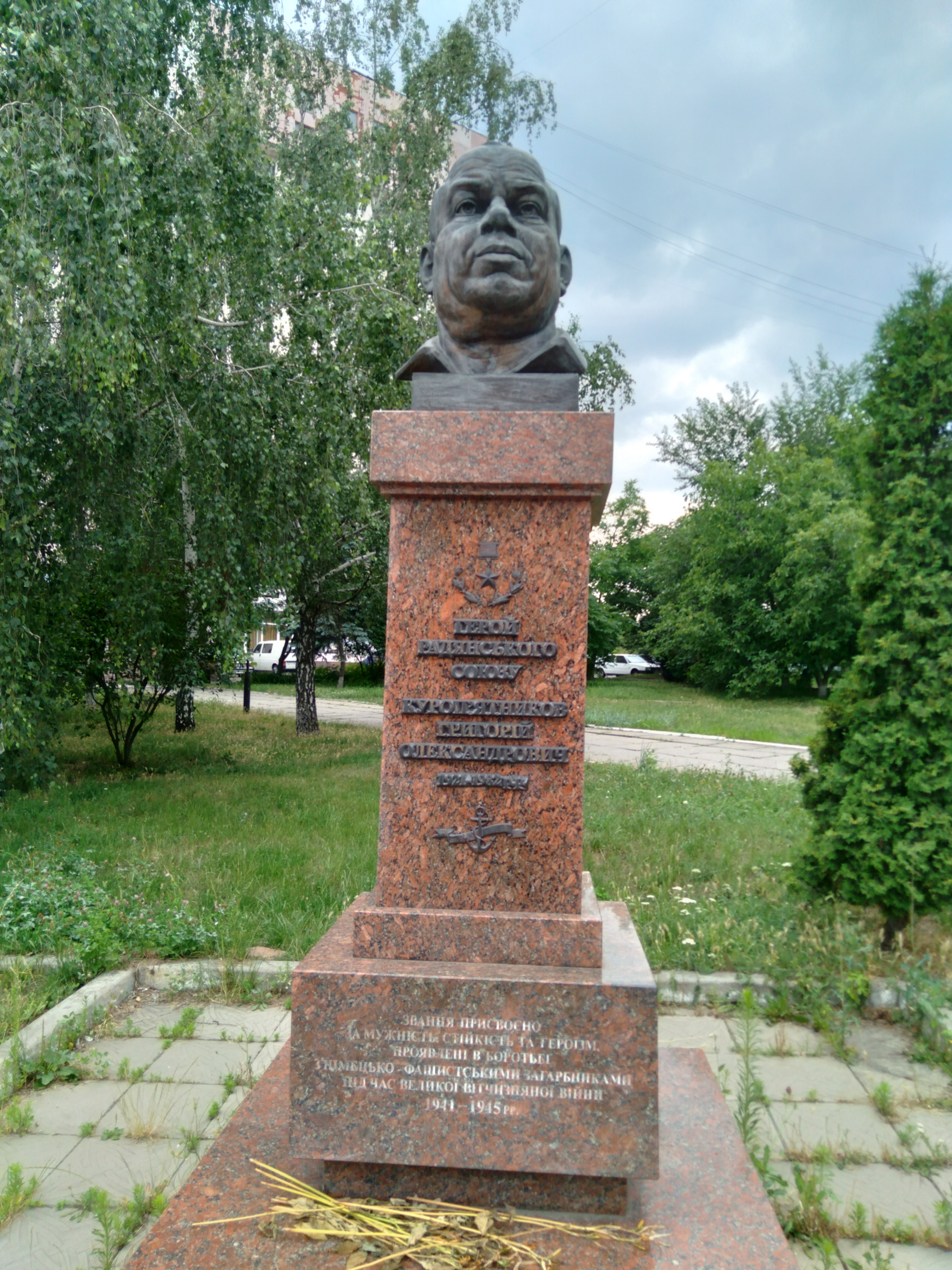
tượng đài Grigory Kuropyatnikov
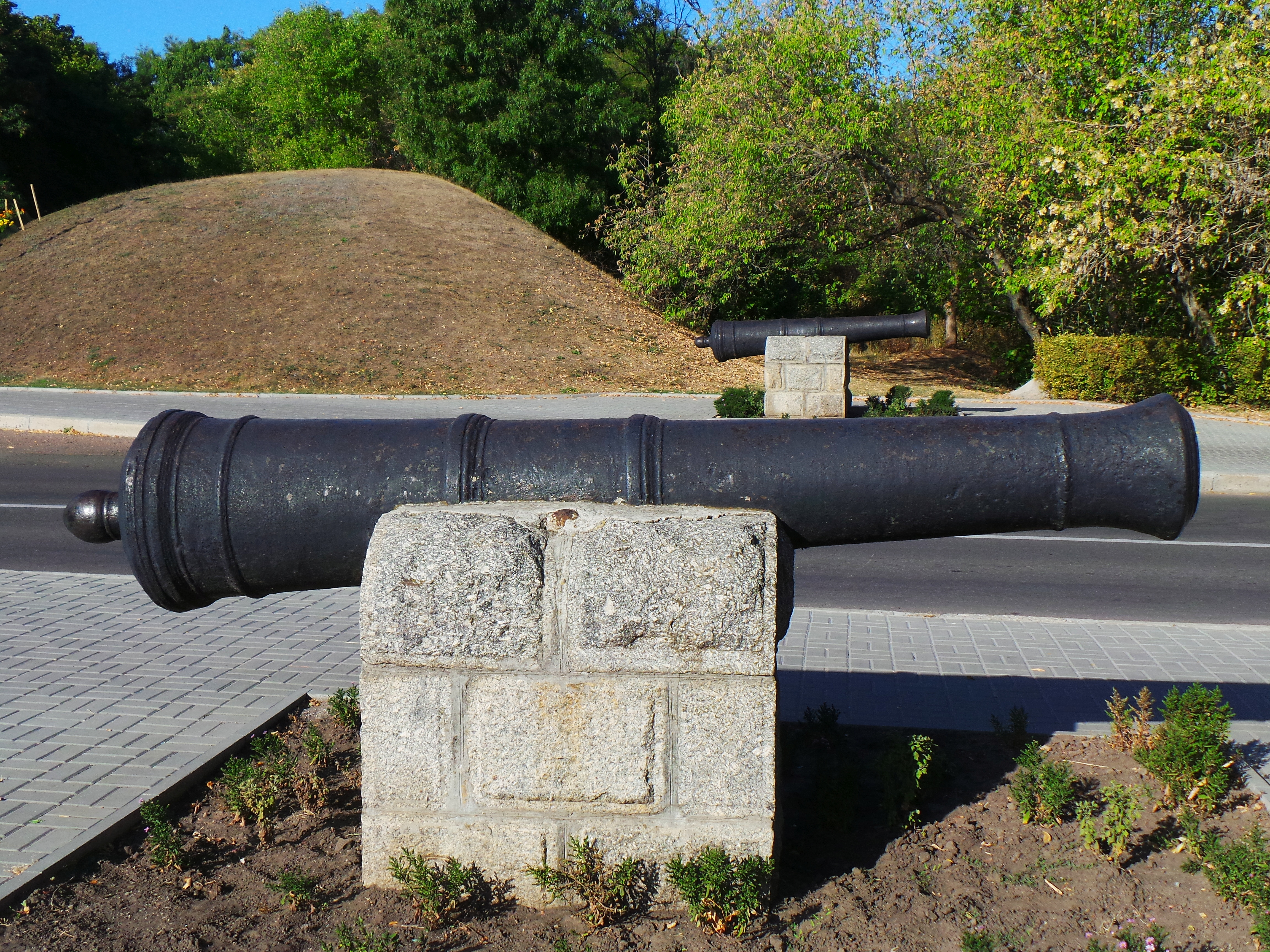
2 khẩu súng
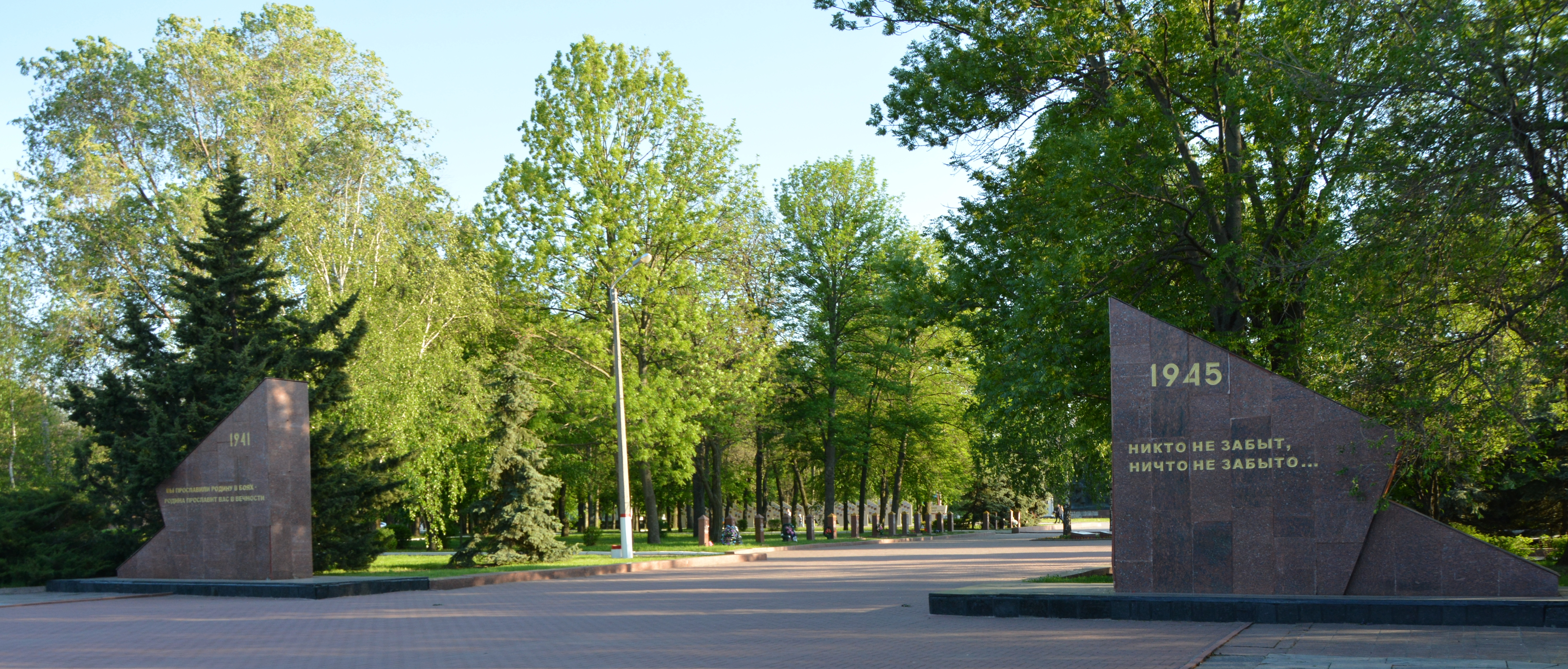
nghĩa trang quân đội
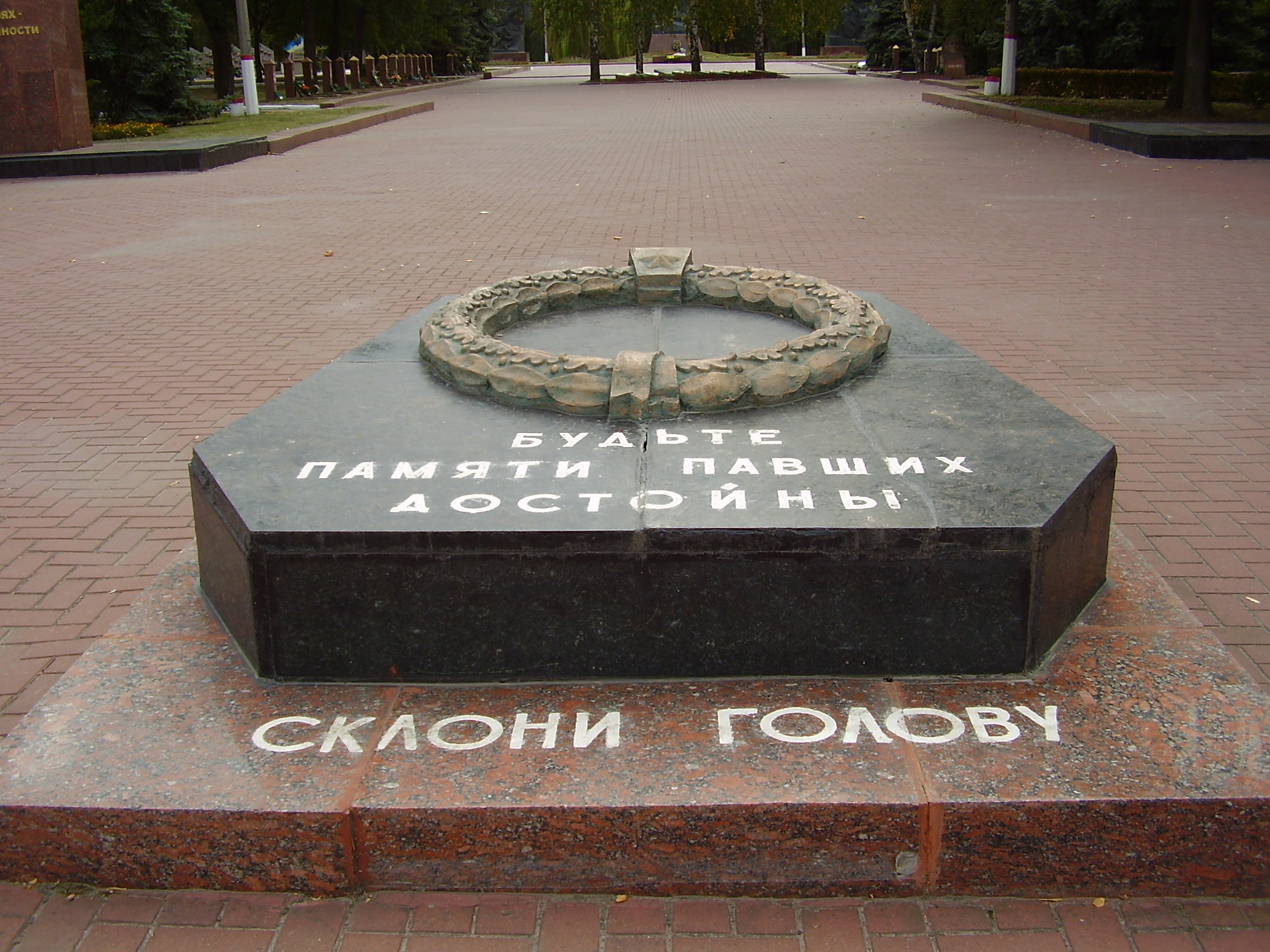
đĩa
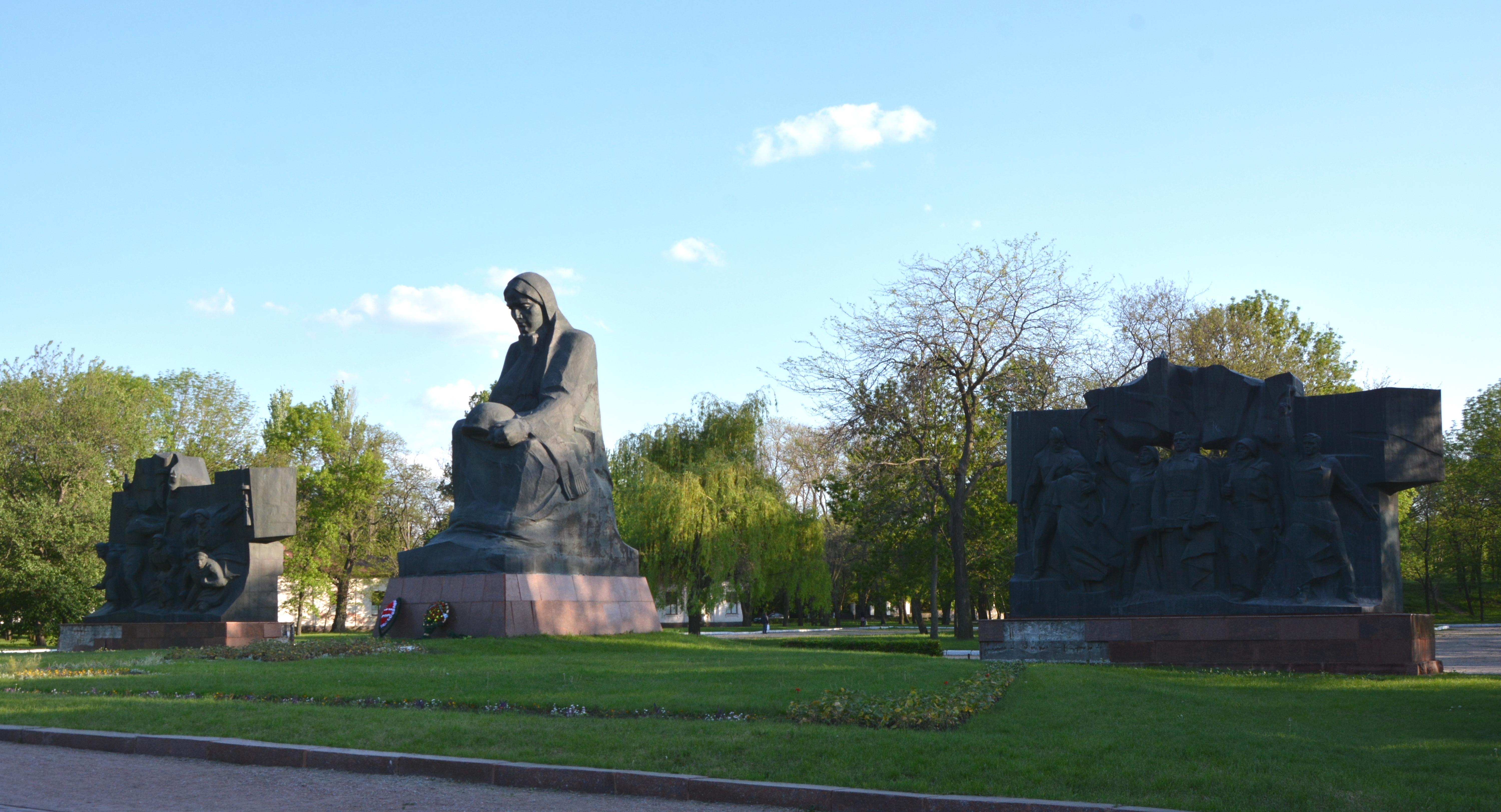
Tượng đài "Tổ quốc".
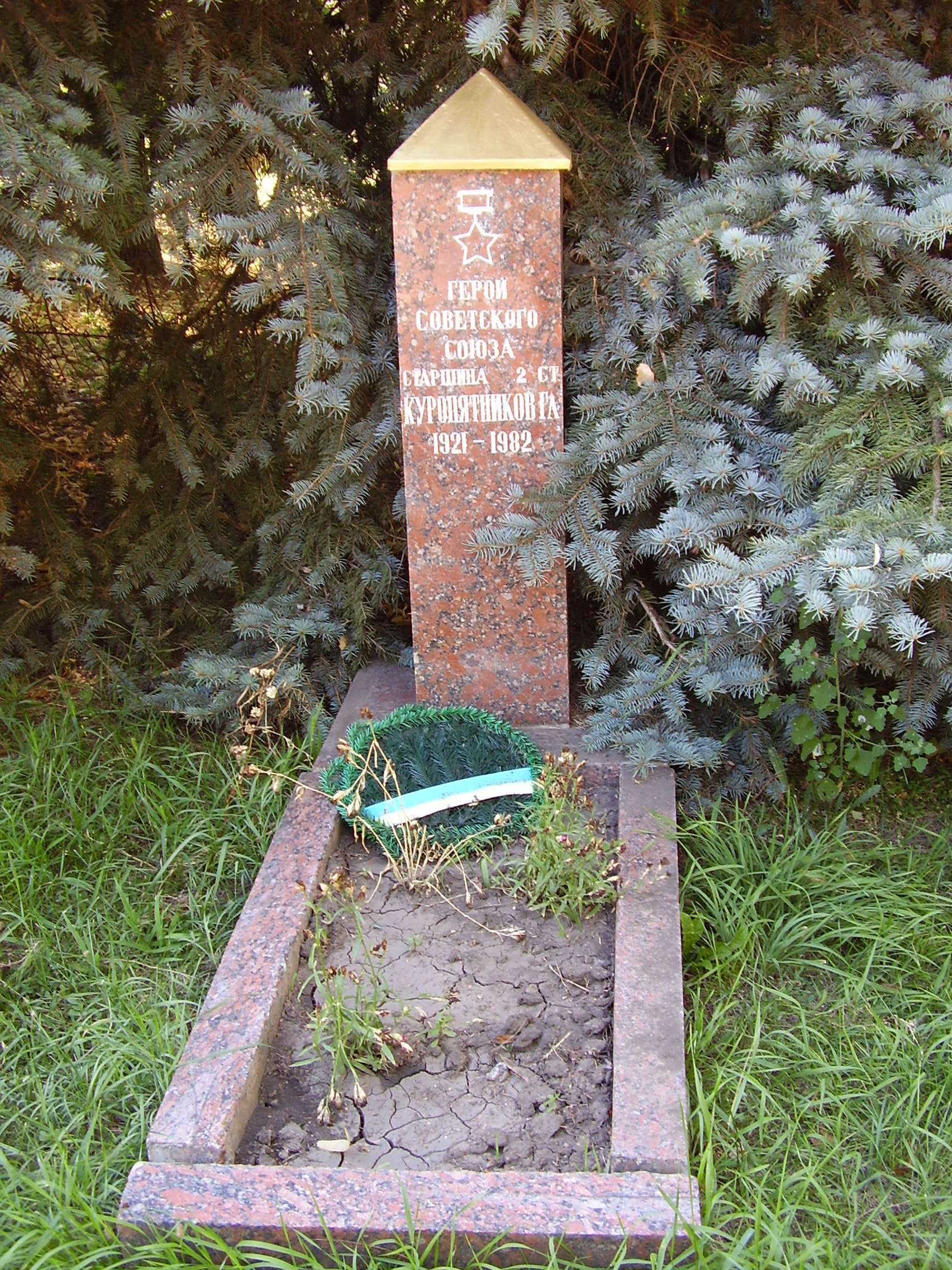
mộ của Grigory Kuropyatnikov
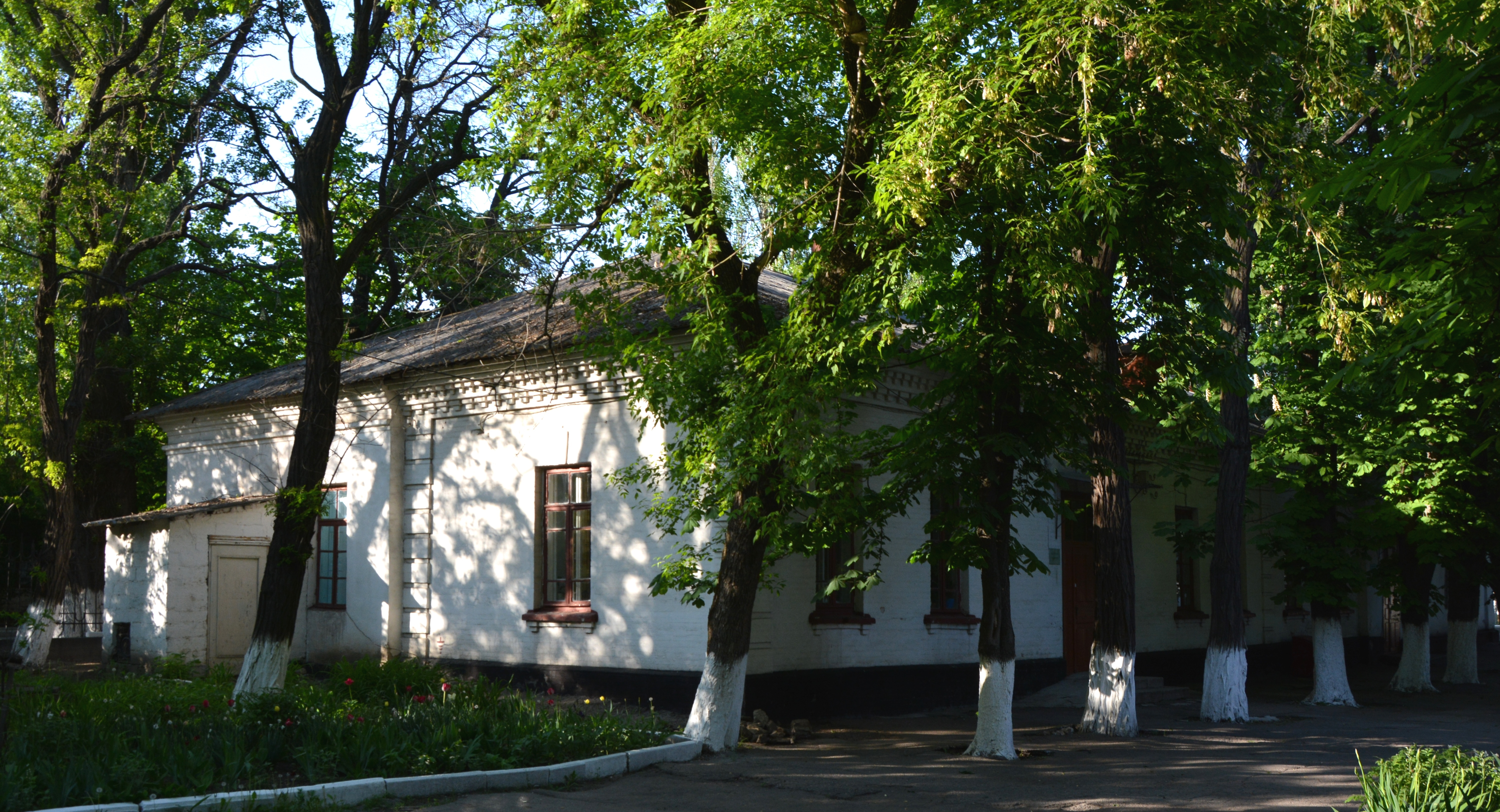
trụ sở quân sự cũ
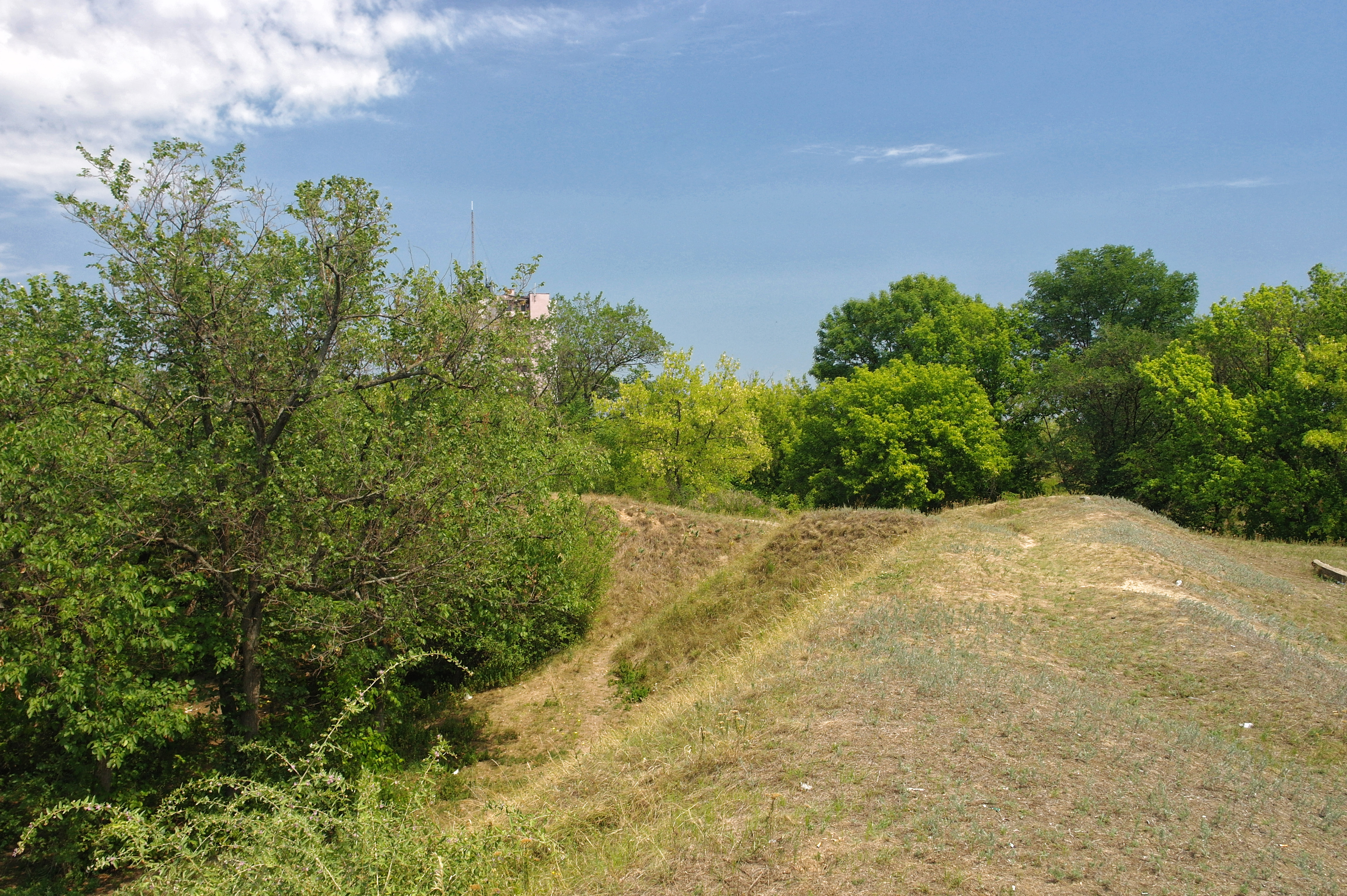
công sự trái đất
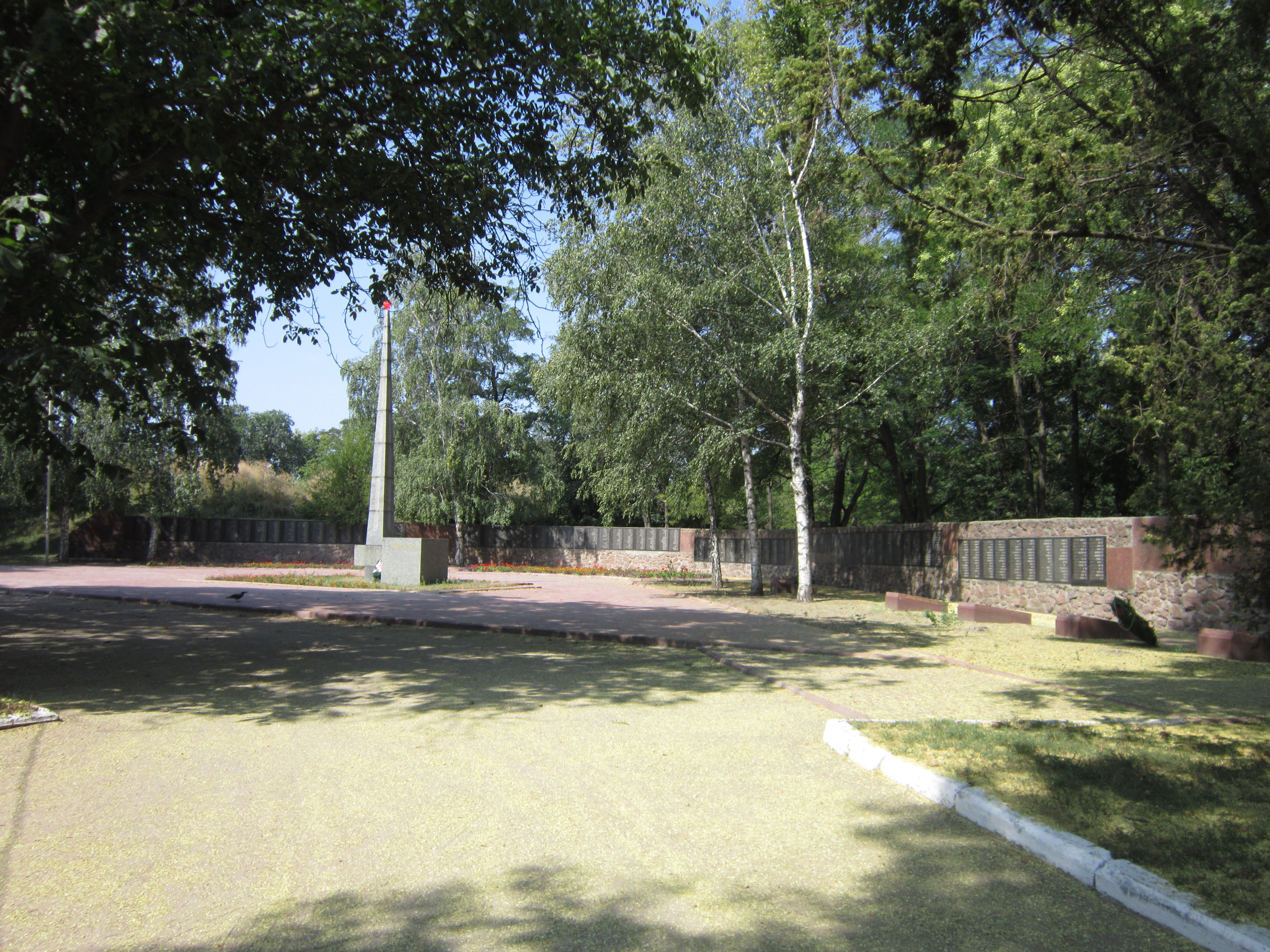
bức tường ký ức
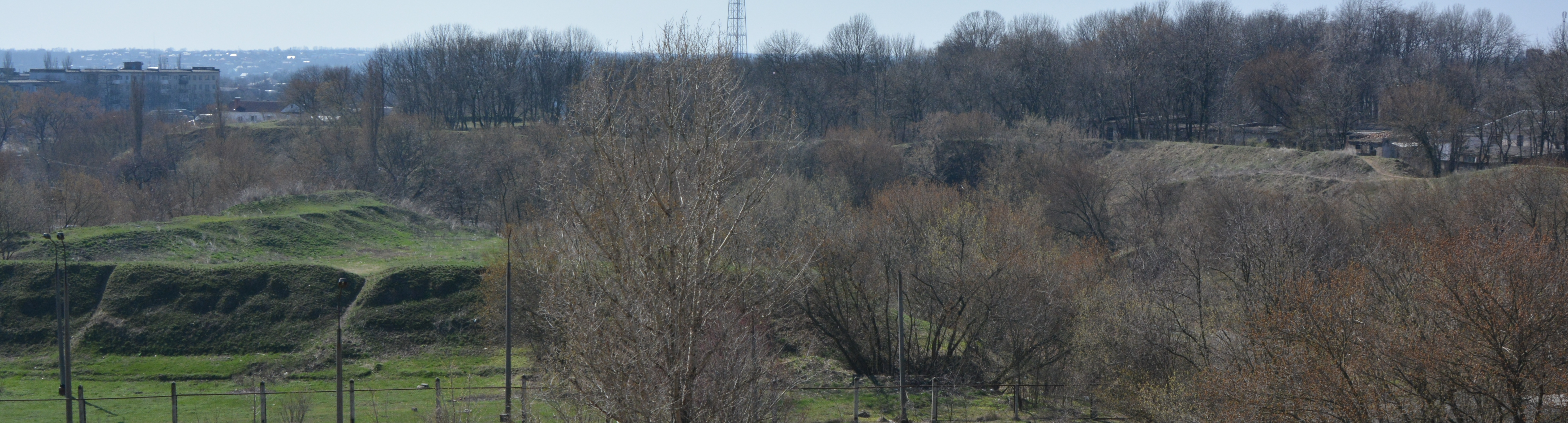
công sự trái đất của thế kỷ 18 (toàn cảnh)